# Jean Ponsard
Pour les articles homonymes, voir Ponsard.
Jean Ponsard, né le 24 novembre 1747 à Vitteaux, mort le 25 août 1814 à Paris, est un général français de la Révolution et de l’Empire.

## États de service
Il entre en service le 15 janvier 1765, au régiment des Grenadiers de France, et il sert jusqu’à la dissolution de celui-ci le 4 août 1771.
Le 13 septembre 1795, il passe capitaine de grenadier, adjudant-major le 29 octobre suivant, et chef de bataillon le 11 novembre 1796. 
Il est nommé adjudant-général chef de brigade le 4 janvier 1800, et le 5 septembre 1801, il prend le commandement de la 1re légion de gendarmerie. Il est fait officier de la Légion d’honneur le 14 juin 1804, et commandeur de l’ordre le 30 juin 1811.
Il est promu général de brigade, et admis à la retraite le 1er mai 1813. Il est créé baron de l’Empire le 19 juin 1813.
Il meurt le 25 août 1814, à Paris.

## Armoiries
- Baron de l’Empire le 2 avril 1813 (décret), le 19 juin 1813 (lettres patentes).

- D'argent à la fasce d'azur chargée d'un sabre d'or, en fasce, accompagné en chef d'une molette d'éperon, de gueules, et en pointe d'un cheval libre et galopant du même ; franc-quartier des barons de l'armée, brochant au neuvième de l'écu - Livrées : les couleurs de l'écu

## Donataire
- le 2 août 1813, d’une rente de 4 000 francs sur le domaine de Westphalie.

## Sources
- (en) « Generals Who Served in the French Army during the Period 1789 - 1814: Eberle to Exelmans »
- Thierry Pouliquen, « Les généraux français et étrangers ayant servis [sic] dans la Grande Armée » (consulté le 8 octobre 2014)
- « La noblesse d’Empire » (consulté le 8 octobre 2014)
- « Cote LH/2197/90 », base Léonore, ministère français de la Culture
- Jean Ponsard  sur roglo.eu
- (pl) « Napoléon.org.pl »
- Arthur Chuquet, Ordres et apostilles de Napoléon (1799-1815), paris, librairie ancienne Honoré Champion, 1911, p. 40
- Vicomte Révérend, Armorial du premier empire, tome 4, Honoré Champion, libraire, Paris, 1897, p. 67.